# Calabrosa

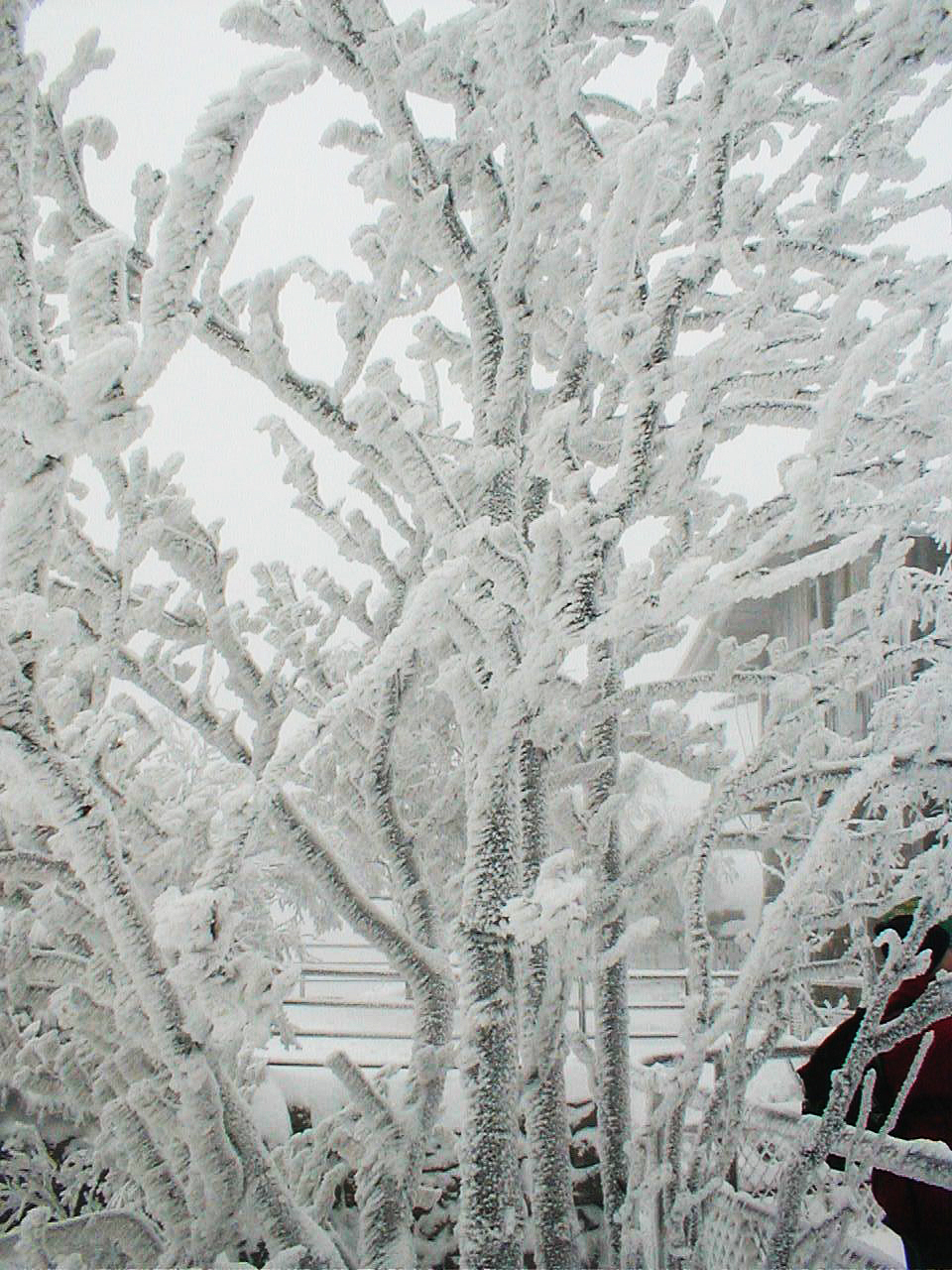
Calabrosa su rami d'albero

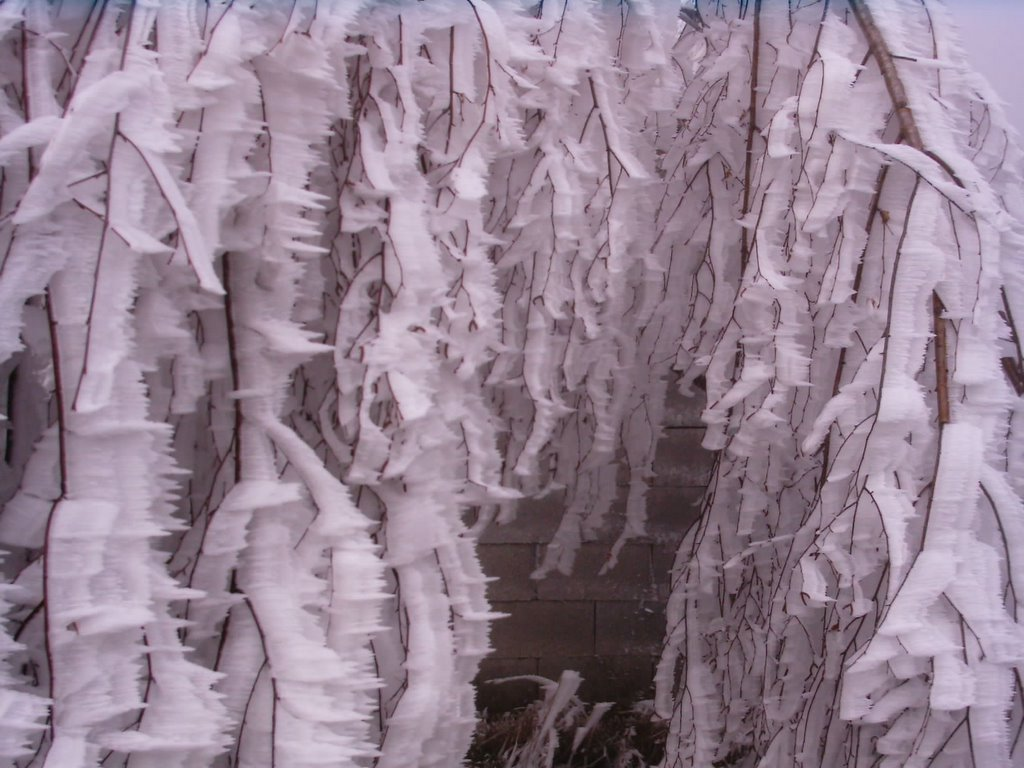
Formazione di calabrosa con vento

La calabrosa è un deposito di ghiaccio che si produce in caso di nebbia sopraffusa, cioè con temperatura inferiore a 0 °C, generalmente tra −2 °C e −10 °C.

## Formazione
Si produce per la solidificazione rapida di gocce generalmente grosse di nebbia sopraffusa. Al contrario della galaverna, costituita da aghi di ghiaccio, la calabrosa è formata da una crosta piuttosto compatta di ghiaccio con granuli che la rendono simile a una spugna, a causa delle bolle d'aria che vi si trovano. Il colore è biancastro, se sottile è semi-trasparente.
Sulle superfici la calabrosa può formare depositi di grande spessore, specie con vento forte. La densità è maggiore della galaverna, per cui è molto dannosa per i cavi elettrici e rami di alberi.

## Etimologia
Il termine calabrosa deriva da alcuni dialetti settentrionali (valtellinese, comasco, bresciano, bergamasco, trentino; in forma abbreviata compare anche nel veneto bróxa) con il significato di "crosta ghiacciata", "nebbia gelata", "brinata". L'origine è la radice mediterranea *calabro-/galabro-, "concrezione calcarea o ghiacciata", che compare anche in galaverna.

## Nomenclatura
Nelle vecchie edizioni dell'International Cloud Atlas non si distingueva tra galaverna (soft rime) e calabrosa (hard rime) entrambi elencati sotto un'unica voce, titolata «Rime» definita come un «deposito di ghiaccio composta da grani più o meno separati da aria intrappolata, talvolta adornata da ramificazioni cristalline; è prodotta dal congelamento rapido di minuscole goccioline d'acqua sopraffusa e talvolta forma strati spessi; al suolo, si deposita sugli oggetti, principalmente sui lati esposti al vento e in particolar modo su superfici spigolose, a causa della nebbia sopraffusa, mentre in montagna a causa di goccioline di nube sopraffuse; nell'atmosfera libera diventa una formazione di ghiaccio friabile, che assomiglia a delle palline di neve glassate, sulle parti dell'aeromobile esposte al vento relativo». Bilancini separa galaverna (ghiaccio granuloso) da calabrosa (ghiaccio compatto) e queste dal ghiaccio vitreo/ghiaccio trasparente/vetrone ma assegna alla seconda caratteristiche come gli «strati amorfi, compatti, semitrasparenti e molto tenaci» (sebbene non si tratti di ghiaccio amorfo) che ricalcano la definizione del clear ice (ghiaccio trasparente) nelle edizioni più recenti dell'International Cloud Atlas.